# NXT Battleground (2024)
O NXT Battleground 2024 foi um evento de wrestling profissional produzido pela WWE. Foi o segundo Battleground anual realizado para a marca de desenvolvimento da WWE, NXT, e o sétimo Battleground no geral. O evento aconteceu no dia 26 de maio de 2024, no UFC Apex em Enterprise, Nevada e foi transmitido pelas plataformas live streaming da WWE.
Seis lutas foram disputadas no evento. No evento principal, Trick Williams derrotou Ethan Page para reter o Campeonato do NXT. Em outras lutas de destaque, Roxanne Perez derrotou Jordynne Grace, da Total Nonstop Action Wrestling, para reter o Campeonato Feminino do NXT; Oba Femi derrotou Wes Lee e Joe Coffey em uma luta triple threat para reter o Campeonato Norte-Americano do NXT; e na luta de abertura, Kelani Jordan venceu uma luta de escadas para se tornar a primeira campeã do Campeonato Norte-Americano Feminino do NXT.

## Produção

### Introdução
Battleground foi anteriormente um evento pay-per-view (PPV) anual de luta livre profissional, criado pela WWE em 2013. O evento inaugural de 2013 foi realizado em outubro, mas depois foi movido para julho entre 2014 e 2017. O Battleground foi então descontinuado após o evento de 2017, quando a WWE deixou de produzir PPVs exclusivos para as marcas do plantel principal, Raw e SmackDown, resultando em menos eventos por ano. No entanto, em maio de 2023, a empresa reviveu o evento para sua marca de desenvolvimento, o NXT, sendo transmitido pelas plataformas de streaming da WWE.
Em 26 de janeiro de 2024, a WWE anunciou um segundo NXT Battleground, agendado para 26 de maio de 2024, estabelecendo assim o Battleground como um evento anual de transmissão ao vivo para o NXT. O evento foi originalmente programado para o fim de semana do Memorial Day, no domingo, 26 de maio, na Enmarket Arena, em Savannah, Geórgia. No entanto, em 22 de abril de 2024, a empresa anunciou que, em parceria com o Ultimate Fighting Championship (UFC), empresa-irmã da WWE sob o grupo TKO Group Holdings, o evento seria realizado no UFC Apex, no subúrbio de Enterprise, em Las Vegas, Nevada, no domingo, 9 de junho, sendo também promovido como NXT Battleground: Las Vegas. Os ingressos começaram a ser vendidos em 24 de maio.

### Rivalidades
O evento incluiu lutas resultantes de histórias roteirizadas. Os resultados foram predeterminados pelos escritores da WWE na marca NXT, enquanto as histórias foram produzidas no programa de televisão semanal da WWE, NXT, e no programa de streaming online suplementar, Level Up.
No Stand & Deliver em 6 de abril, a gerente geral do NXT Ava anunciou um novo título de campeonato no NXT chamado NXT Women's North American Championship. O título será equivalente ao título homólogo masculino, marcando-o como o primeiro campeonato secundário feminino na WWE. Na Semana 2 de Spring Breakin', Ava anunciou que o campeão inaugural será coroado no Battleground em uma ladder match de seis mulheres, com os participantes determinados através de um torneio.

## Evento
| Função:                 | Nome:             |
| ----------------------- | ----------------- |
| Host                    | Sexyy Red         |
| Comentaristas           | Vic Joseph        |
| Comentaristas           | Booker T          |
| Comentaristas espanhóis | Marcelo Rodríguez |
| Comentaristas espanhóis | Jerry Soto        |
| Anunciador de ringue    | Mike Rome         |
| Árbitros                | Adrian Butler     |
| Árbitros                | Chip Danning      |
| Árbitros                | Dallas Irvin      |
| Árbitros                | Derek Sanders     |
| Árbitros                | Felix Fernandez   |
| Árbitros                | Jeremy Marcus     |
| Entrevistadora          | Sarah Schreiber   |
| Painel pré-show         | Megan Morant      |
| Painel pré-show         | Sam Roberts       |

## Resultados
| Nº                                          | Resultados                                                                         | Estipulações                                                              | Tempo |
| ------------------------------------------- | ---------------------------------------------------------------------------------- | ------------------------------------------------------------------------- | ----- |
| 1                                           | Kelani Jordan derrotou Sol Ruca, Lash Legend, Fallon Henley, Jaida Parker e Michin | Luta de escadas pelo inaugural Campeonato Norte-Americano Feminino do NXT | 12:24 |
| 2                                           | Nathan Frazer e Axiom (c) derrotaram The O.C. (Luke Gallows e Karl Anderson)       | Luta de duplas pelo Campeonato de Duplas do NXT                           | 11:38 |
| 3                                           | Lola Vice derrotou Shayna Baszler                                                  | Luta NXT Underground                                                      | 10:17 |
| 4                                           | Oba Femi (c) derrotou Joe Coffey e Wes Lee                                         | Luta Triple threat pelo Campeonato Norte-Americano do NXT                 | 12:03 |
| 5                                           | Roxanne Perez (c) derrotou Jordynne Grace                                          | Luta individual pelo Campeonato Feminino do NXT                           | 13:57 |
| 6                                           | Trick Williams (c) derrotou Ethan Page                                             | Luta individual pelo Campeonato do NXT                                    | 12:11 |
| (c) – Refere-se aos campeões antes da luta. |                                                                                    |                                                                           |       |